# Rollwegweiser

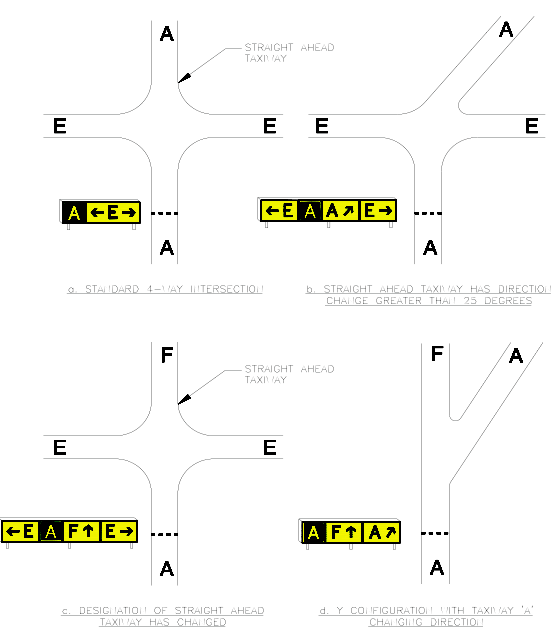
Beschilderung von Rollwegen.

Beschilderungen an Rollwegen und Start- und Landebahnen von Flugplätzen (engl.: Taxiway guidance sign) dienen der Information und Orientierung des Piloten eines rollenden Luftfahrzeuges. Sie erfüllen eine ähnliche Aufgabe wie Verkehrszeichen im Straßenverkehr und die Inbetriebnahme von Beschilderungen auf Flugplätzen bedarf wie diese einer behördlichen Genehmigung.
In Deutschland werden für die Beschilderung auf Flugplätzen auch die Begriffe Zeichen oder Wegweiser benutzt. Der in Österreich übliche Terminus Rollwegweiser ist in der österreichischen Zivilflugplatz-Verordnung ZFV festgelegt.

## Ausführung
Flugplatz-Beschilderungen haben eine rechteckige Anzeigetafel. Sie sind mit Sollbruchstellen auszustatten, damit bei Kollisionen mit Luftfahrzeugen keine schwerwiegenden Schäden am Luftfahrzeug entstehen. Sofern auf dem Flugplatz Nachtflugbetrieb möglich ist, sind die Schilder in der Regel von innen zu beleuchten. Bei kleineren Flugplätzen, wo ausschließlich nach Sichtflugregeln geflogen wird, besteht aber auch die Möglichkeit sie von außen zu beleuchten. In diesem Fall müssen die Schilder mit retroreflektierendem Material beschriftet sein. In Deutschland ist für Buchstaben und Ziffern der Schrifttyp  „Highway Gothic D“ zu verwenden. Die Beschriftung ist im Allgemeinen fix, es ist aber auch eine variable Anzeige möglich.

## Art der Beschilderung

### Verbots- und Gebotszeichen

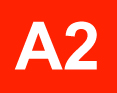
Beispiel für ein Verbots- bzw. Gebotszeichen.

Verbots- und Gebotszeichen (engl.: Mandatory instruction signs) kennzeichnen Bereiche, die nicht ohne vorherige Zustimmung der Flugsicherung befahren werden dürfen. Sie haben eine weiße Beschriftung auf rotem Hintergrund.

### Hinweiszeichen

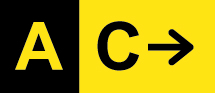
Beispiel für eine Kombination aus Standortzeichen (links) und Zielzeichen.

Hinweiszeichen dienen vor allem der Orientierung für die Luftfahrzeugführer. Sie beinhalten Hinweise auf den momentanen Standort und über Lage und Richtung verschiedener Einrichtungen auf dem Flugplatz. Standortzeichen (engl.: Location signs) sind Zeichen mit gelber Schrift auf schwarzem Hintergrund, Zielzeichen (engl.: Destination signs) sind umgekehrt (also Schwarz auf Gelb) beschriftet.

### VOR-Flugplatzkontrollpunkte
Wenn auf einem Flugplatz ein VOR-Drehfunkfeuer installiert ist, dann ist dieses mit einem Schild mit schwarzer Beschriftung auf gelbem Hintergrund zu kennzeichnen. Auf dem Schild ist die Frequenz und Peilung des VOR sowie die Distanz zu einem DME (Distance measuring equipment) angegeben.

## Normen
Internationale Regelungen für Beschilderungen auf Flugplätzen finden sich in den Anhängen (engl. Annex) zum Chicagoer Abkommen. Für Deutschland sind die „Gemeinsamen Grundsätze des Bundes und der Länder über Zeichen und Wegweiser für den Rollverkehr auf Flugplätzen mit Instrumentenflugverkehr“ zu berücksichtigen. In Österreich gilt diesbezüglich die „Zivilflugplatz-Verordnung ZFV“. Geregelt sind Größe, Beschaffenheit, Standorte und Inhalte der Schilder.